# Купол Ланцюга
31°46′41″ пн. ш. 35°14′09″ сх. д. / 31.778055555556° пн. ш. 35.235816666667° сх. д.
Купол Ланцюга (араб. قبة السلسلة), Qubbat al-Silsilah) — окремо стоячий купол, розташований на схід біля Купола Скелі в Старому місті Єрусалиму. Одна з найдавніших споруд на Харам-аш-Шаріфі (Храмова гора), це не мечеть чи святиня, але використовується як будинок молитви.

## Назва
За словами ізраїльського археолога Дана Багата, мусульманський письменник Ібн Абу Рабія, який писав про Єрусалим у 913 році лише через 200 років після того, як був побудований Купол скелі, засвідчив, що Купол ланцюга був «купол незалежний на Храмовій горі» і сьогодні названий так завдяки легенді, що датується часами царя Соломона. Він сказав, що в цьому місці між небом і землею був підвішений ланцюг. Якби двоє людей хотіли зхопити ланцюг, то тільки чесний міг це зробити; брехун чи несправедлива людина не змогли б цього зробити

## Історія
Деякі структури всередині купола датуються доісламським часом, але як серед арабських, так і серед західних вчених широко прийнята гіпотеза, що Купол Ланцюга був побудований в епоху входження території Палестини в Омеядський халіфат, під час правління Абд аль-Малік ібн Марвана. Після вторгнення хрестоносців в Левант у 1099 році купол став каплицею, присвяченій Якову Зеведеївому. Але у 1187 році будівлю було повернуто мусульманам після того, як Саладін відбив Єрусалим у хрестоносців. Останній капітальний ремонт був проведений в 1975-76 роках.

## Архітектура
Будівля складається з куполоподібної конструкції з двома концентричними відкритими аркадами, без бічних стінок, що могли її закривати. Купол, спирається на шестикутний барабан, виготовлений з бруса і підтримується шістьма колонами, які разом утворюють внутрішню аркаду. Другий, зовнішній ряд з одинадцяти колон створює одинадцятигранну зовнішню аркаду. Стіна кібли містить міхраб або молитовну нішу і є обрамлена двома меншими колонами. У структурі будівлі є загалом сімнадцять стовпців, виключаючи міхраб. З історичних джерел відомо, що спочатку там було двадцять колон, що свідчить про радикальну фазу перебудови, ймовірно у 13 столітті. Купол має діаметр 14 метрів, що робить його третім за величиною будівлею на Храмовій горі, після мечеті аль-Акса і Купола Скелі

## Галерея

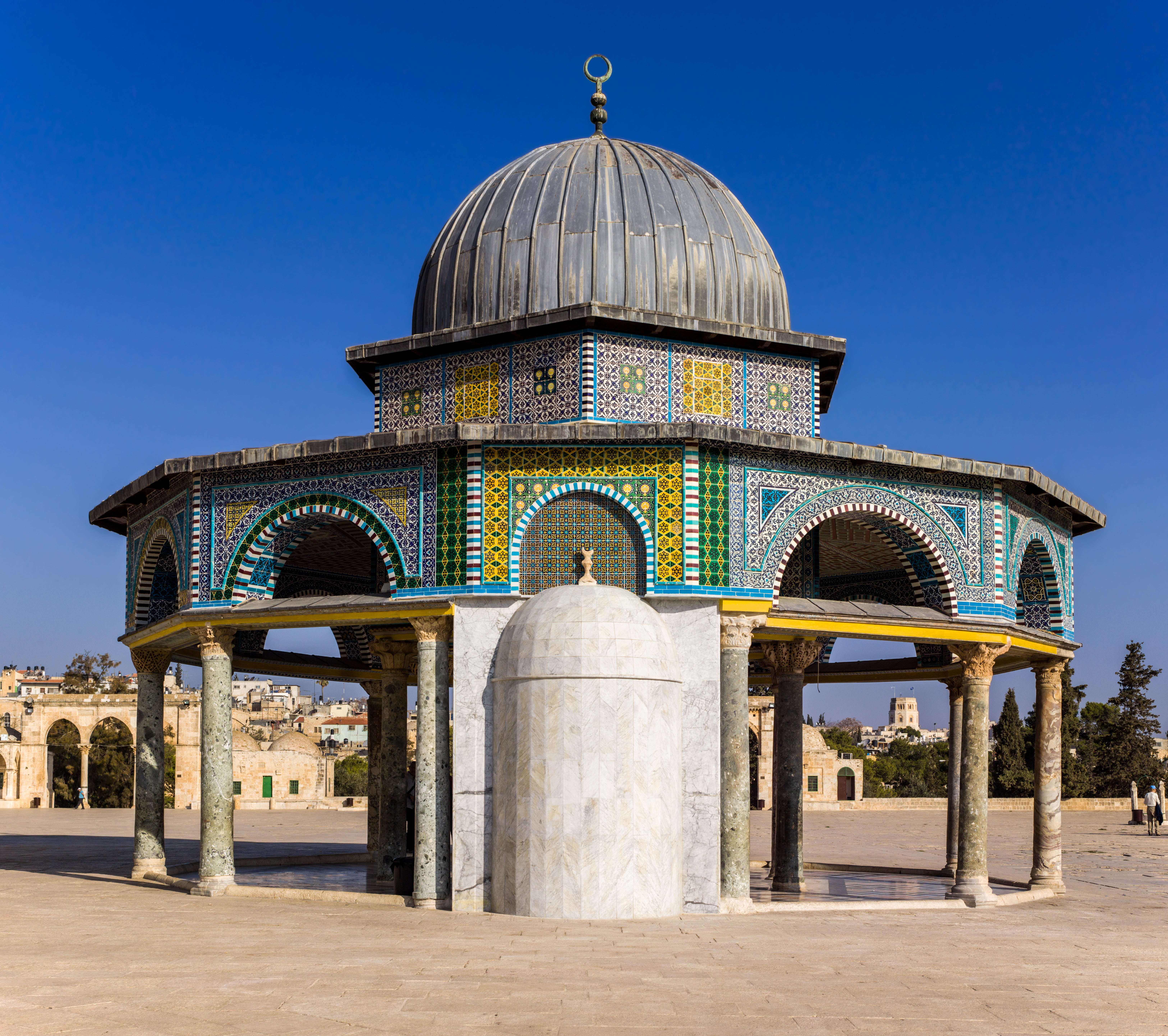
Купол Ланцюга зі сторони Купола Скелі.
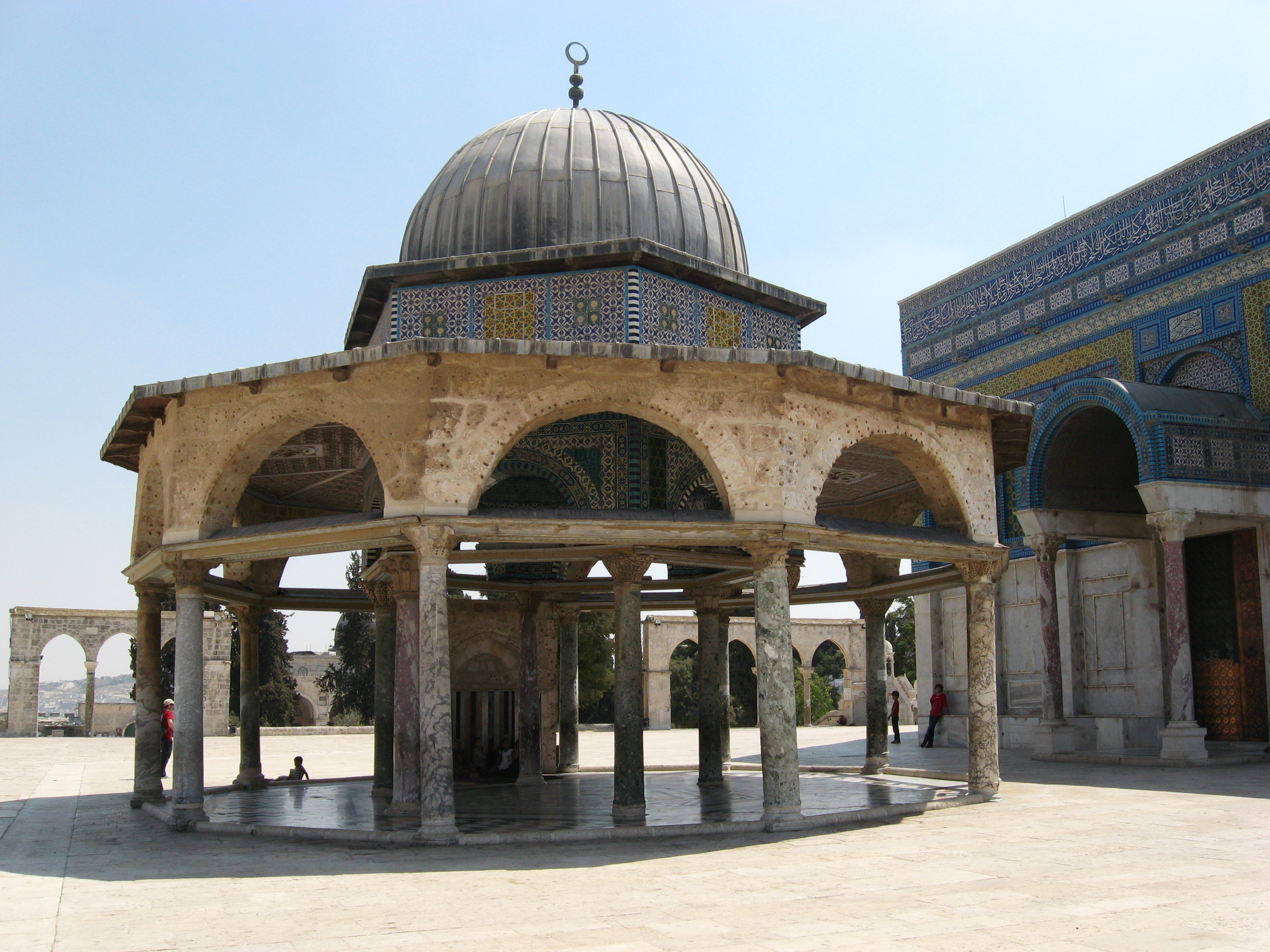
Купол ланцюга із Куполом Скелі з правого боку
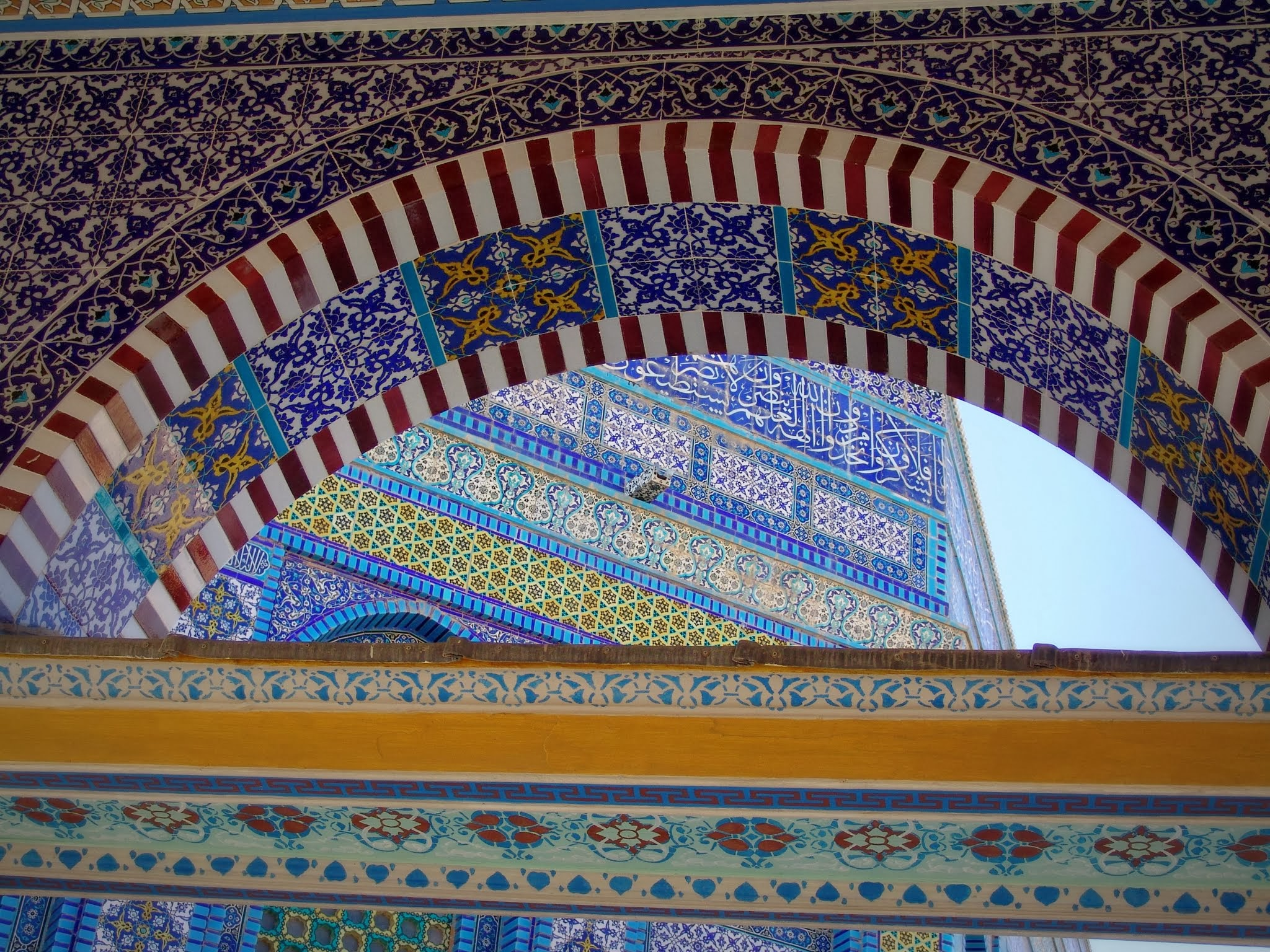
Купол ланцюга
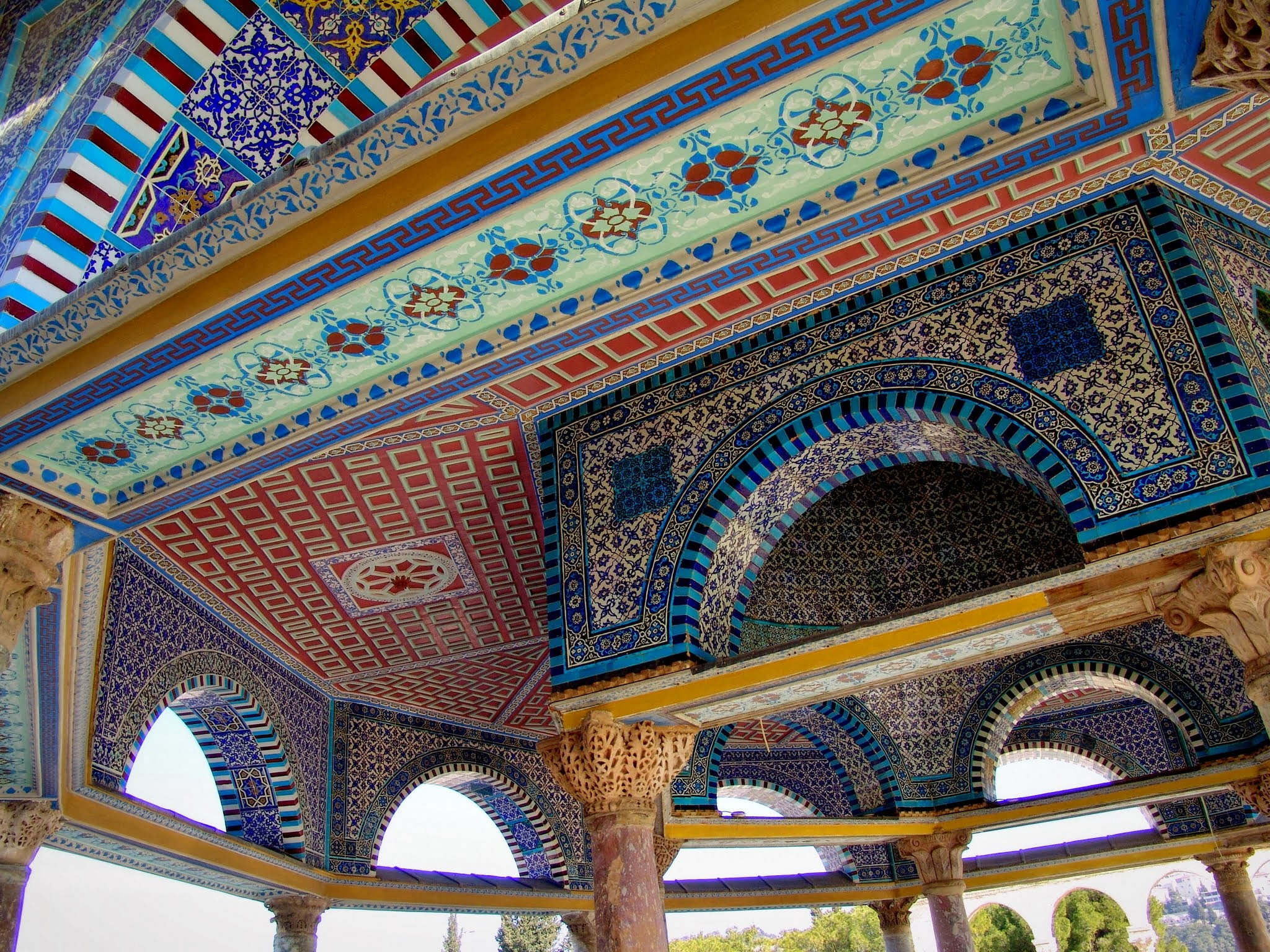
Деталі інтер'єру
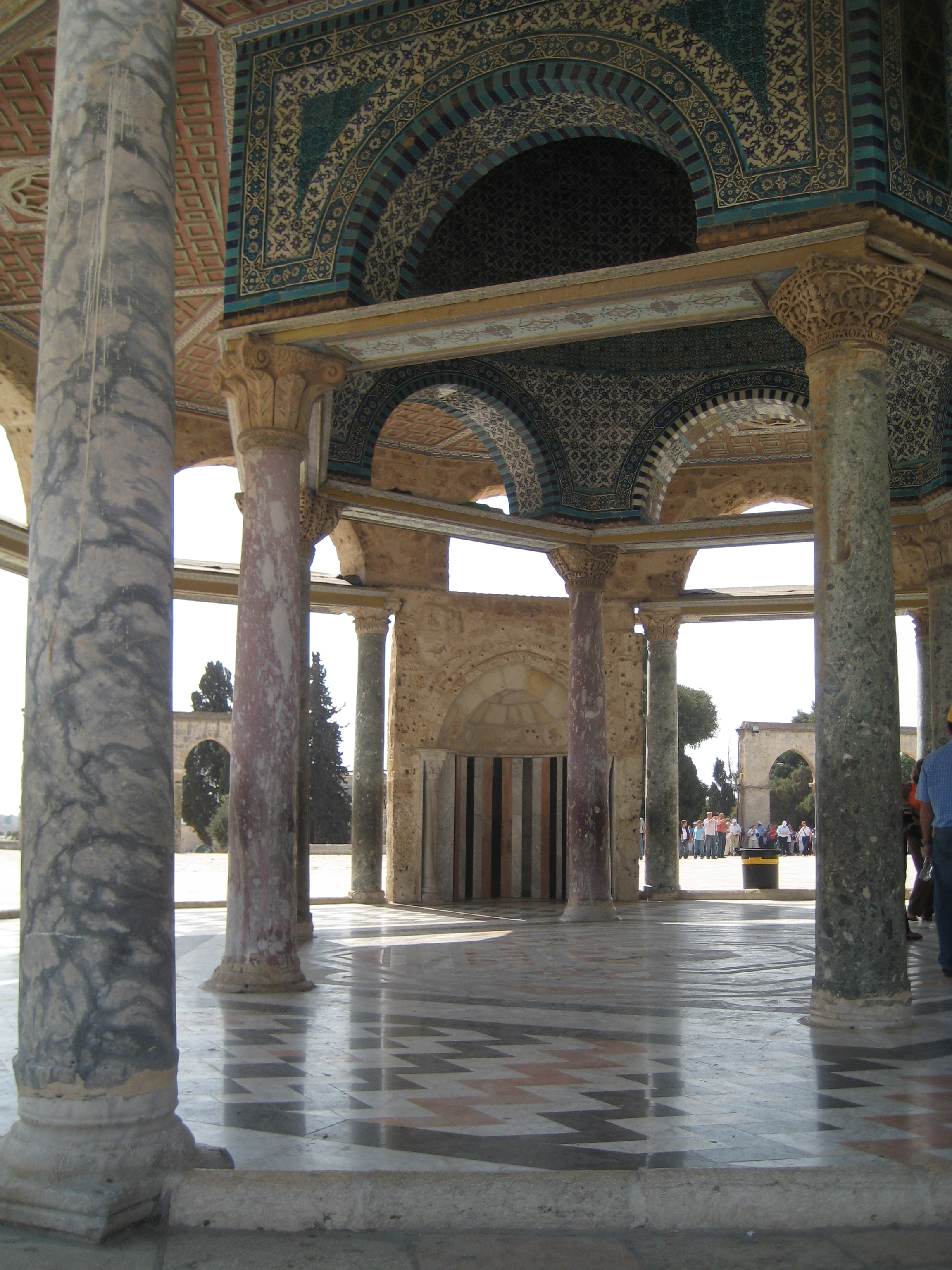
Деталі інтер'єру
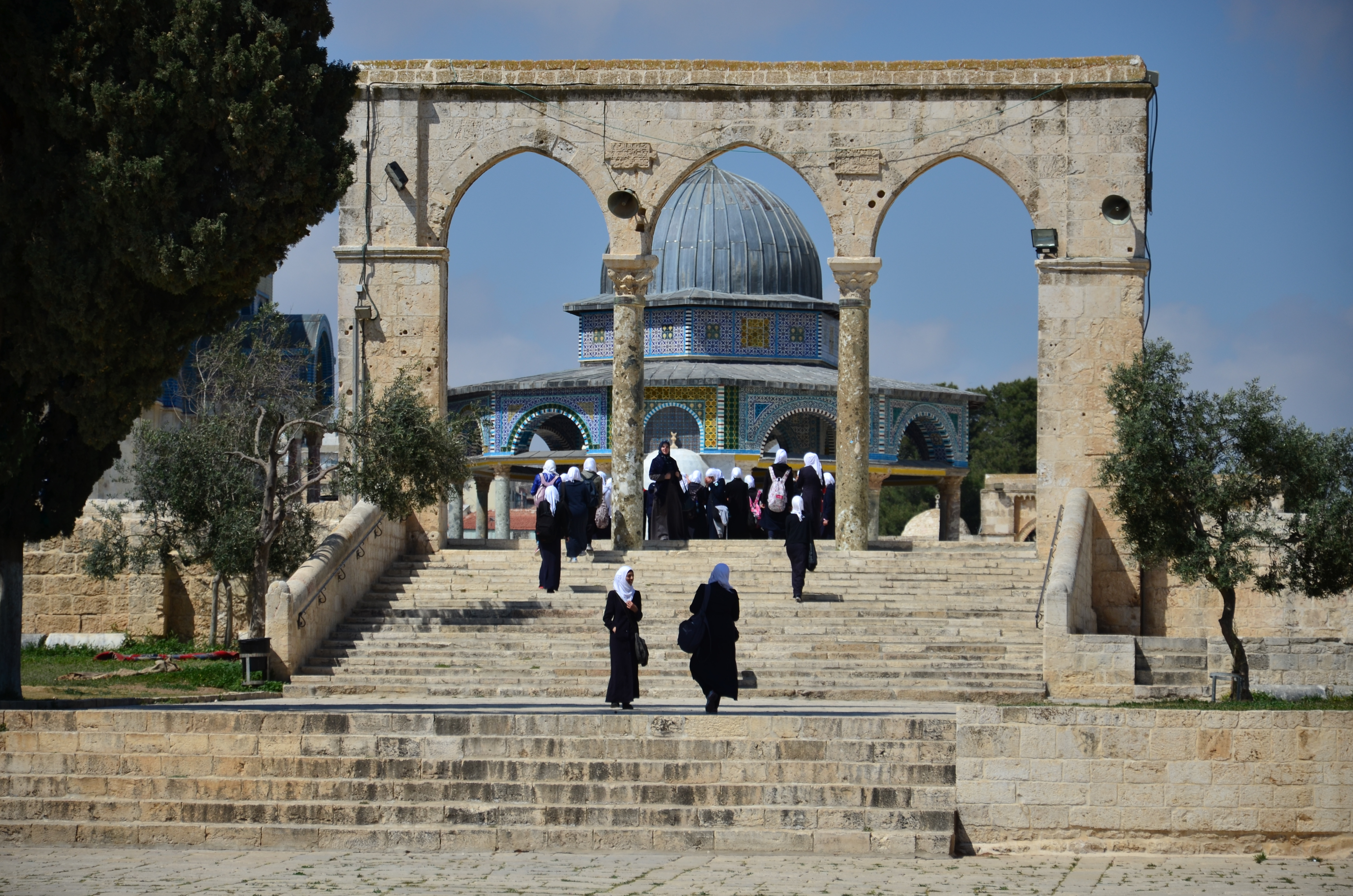
Купол ланцюга із  воротами Аль Мавазін, на передньому плані